# Nellie McClung

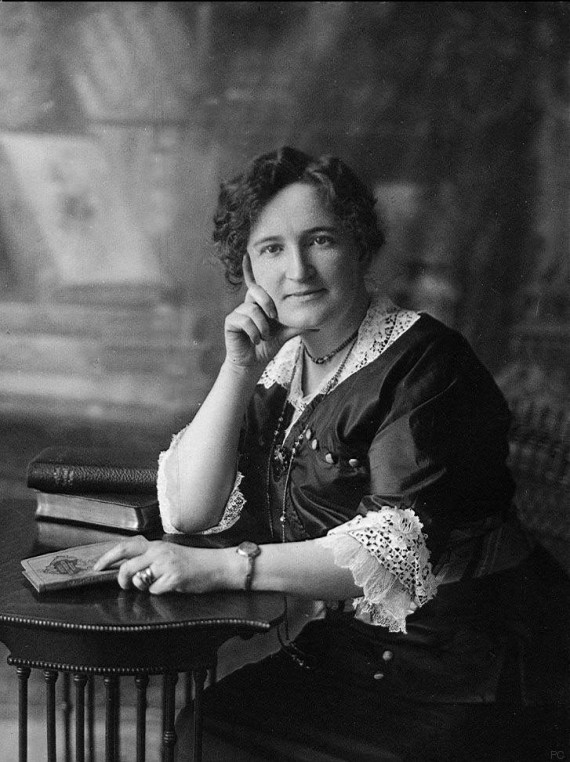
Nellie McClung, Foto von Cyril Jessop, ca. 1905–1922

Nellie Letitia McClung, geborene Mooney (* 20. Oktober 1873 in Chatsworth, Ontario; † 1. September 1951 in Victoria, British Columbia) war eine kanadische Frauenrechtlerin, Autorin, Politikerin und Sozialaktivistin. Sie war Teil der sozialen und moralischen Reformbewegung um 1900 in Westkanada. Nellie McClung war Mitglied der Gruppe The Famous Five.

## Leben
Nellie McClung wurde in Chatsworth in Ontario geboren; später zog die Familie als Siedler nach Souris Valley in Manitoba. Zwischen 1904 und 1911 lebte McClung mit ihrem Ehemann Wesley, einem Apotheker, und ihren fünf Kindern in Manitou. Den Rest ihres Lebens verbrachte sie in verschiedenen Städten im Westen Kanadas: in Manitou, Winnipeg, Edmonton, Calgary und Victoria. Das Haus in Manitou, in dem McClung und ihre Familie gelebt hatten, wurde umgesetzt in das Archibald Historical Museum in La Riviere, Manitoba, wo es restauriert wurde und heute für die Öffentlichkeit zugänglich ist.
Sie war die Großmutter des Richters John McClung aus Alberta.

## Öffentliches Wirken

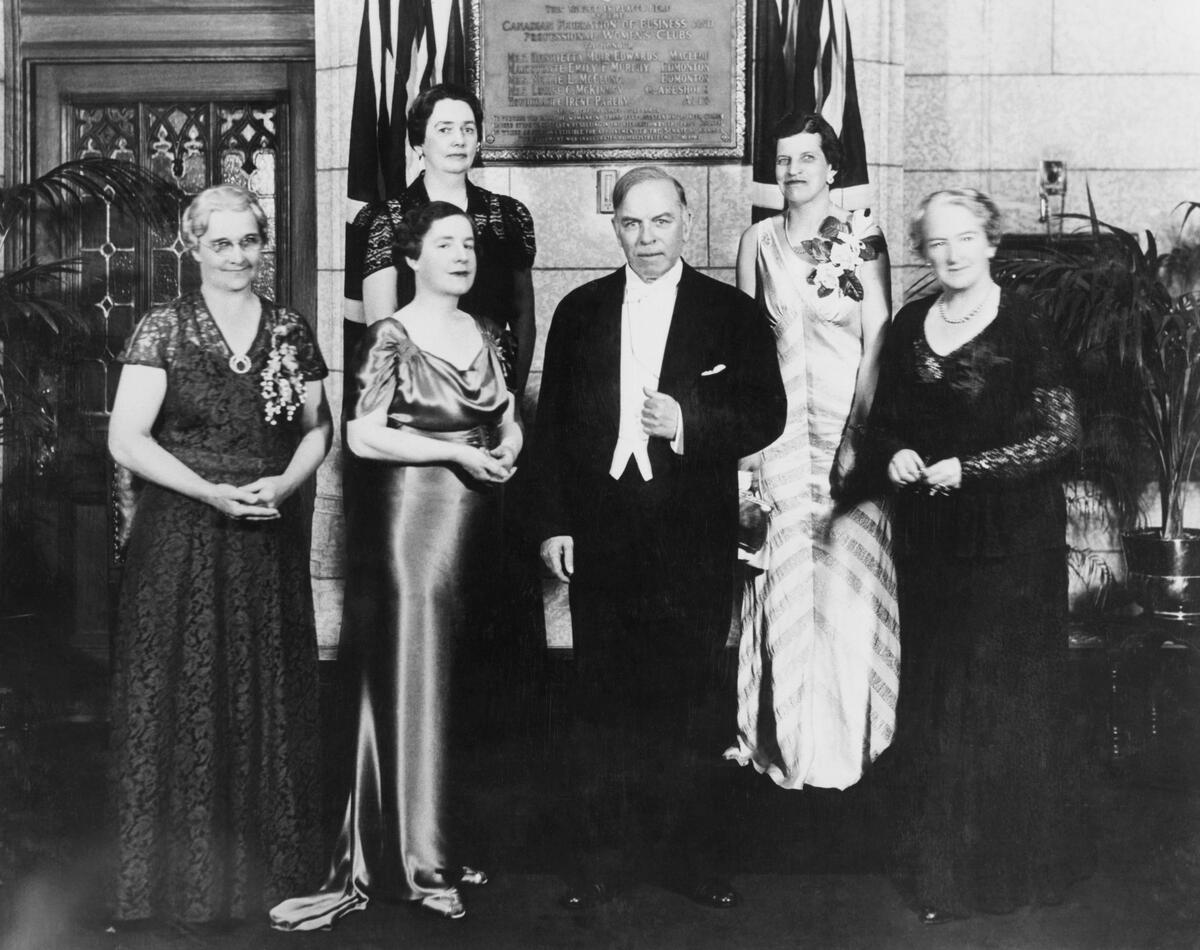
William Lyon Mackenzie King enthüllt 1938 eine Gedenktafel für die Famous Five [vorne, L-R]: Mrs. Muir Edwards, Schwiegertochter von Henrietta Muir Edwards; Mrs. J.C. Kenwood, Tochter von Judge Emily Murphy; Hon. W.L. Mackenzie King; Mrs. Nellie McClung. [Hinten, L-R]: Senators Iva Campbell Fallis, Cairine Wilson (Ottawa).

1908 veröffentlichte McClung ihren ersten Roman Sowing Seeds in Danny. Er wurde zu einem nationalen Bestseller, ihm folgten Kurzgeschichten und Artikel in verschiedenen kanadischen und US-amerikanischen Zeitschriften.
Die Frauenrechtsbewegung in Winnipeg begeisterte McClung und sie begann für die Woman’s Christian Temperance Union (WCTU) zu arbeiten. Als begabte Rednerin mit Sinn für Humor spielte sie eine führende Rolle im Erfolg der Kampagne der Liberalen Partei Kanadas von 1914. Sie gründete mehrere Organisationen, u. a. die Winnipeg Political Equality League, das Federated Women's Institutes of Canada und das Women's Institute of Edmonton, dessen erste Präsidentin sie war. Außerdem war sie aktiv in der Canadian Authors Association, im Canadian Women's Press Club, der methodistischen Kirche von Kanada und dem Calgary Women's Literary Club.
McClung sagte einmal „Warum sind Bleistifte mit Radiergummis ausgestattet, wenn es nicht richtig ist Fehler zu verbessern“ („Why are pencils equipped with erasers if not to correct mistakes?“) Dieses Zitat argumentiert für die Unterstützung gerechter Scheidungsgesetze, für welche Nellie sich lange Zeit einsetzte. Ihre größten Anliegen waren immer der Kampf für das Frauenwahlrecht und die Abstinenzbewegung. Den Ersten Weltkrieg fasste sie dabei als wichtigen Meilenstein auf, da es dadurch zur Verbreitung der Forderung des Frauenwahlrechts kam, der Mangel an Arbeitskräften hob die Bedeutung von weiblicher Arbeit hervor und das Image der zu beschützenden Frauen war, bei den gegebenen kanadischen Umständen, offensichtlich unzutreffend. Es war weitgehend ihren Bemühungen zu verdanken, dass Frauen 1916 in Manitoba, als erste Provinz Kanadas, das Wahlrecht bekamen und für politische Ämter kandidieren konnten. Die kanadische Regierung folgte diesem Beispiel im selben Jahr.
Nach einem Umzug nach Edmonton, Alberta, kämpfte sie weiter für das Frauenwahlrecht. Sie setzte sich für die medizinische und zahnärztliche Versorgung von Schulkindern ein, das Recht auf Besitz von verheirateten Frauen, Beihilfe für Mütter, Gesetze zur Betriebssicherheit und viele andere Reformen. McClung war eine Befürworterin der damals sehr populären Sozialphilosophie der Eugenetik und setzte sich für die Sterilisation von sogenannten „Einfältigen“ ein. Ihre Werbung für die Vorteile der Sterilisation trug zu dem Gesetzesabsatz zur Eugenetik in Alberta bei.
Sie war Abgeordnete der Liberalen von 1921 bis 1926 in der Legislativversammlung von Alberta, danach wurde sie nicht wiedergewählt. Als Oppositionsmitglied waren die Möglichkeiten, die Rechte der Frauen voranzutreiben, aber begrenzt, da Frauen nicht ernst genommen wurden.
Zusammen mit Irene Parlby, Henrietta Muir Edwards, Emily Murphy und Louise McKinney war sie eine der Famous Five (auch Valiant Five genannt). Die fünf trieben 1927 eine Petition, den „Persons Case“, voran, der den Begriff „Person“ im British North America Act von 1867 klärte und es Frauen damit erlaubt, Mitglieder des kanadischen Senats zu werden. Dieser Abschnitt hatte bis dahin dafür gesorgt, dass Frauen von politischen Ämtern ausgeschlossen waren. Die Petition war erfolgreich und ermöglichte es Frauen in Kanada, in der Politik aktiv zu werden.

## Ehrungen
Am 7. Juni 1954 ehrte die kanadische Regierung McClung für ihr Wirken und erklärte sie zu einer „Person von nationaler historischer Bedeutung“.
Am 29. August 1973 kam eine Acht-Cent-Briefmarke zu Ehren von Nellie McClung heraus. Neben anderen Ehrungen beschloss der Senat im Oktober 2009 McClung und die anderen Mitglieder der Famous Five zu Kanadas ersten „honorary senators“ zu ernennen.
Die Zuschauer der CBC wählten McClung im Jahr 2004 in der Fernsehsendung The Greatest Canadian auf Platz 25. Sie war damit die am zweithöchsten platzierte Frau in dieser Umfrage.

## Literatur

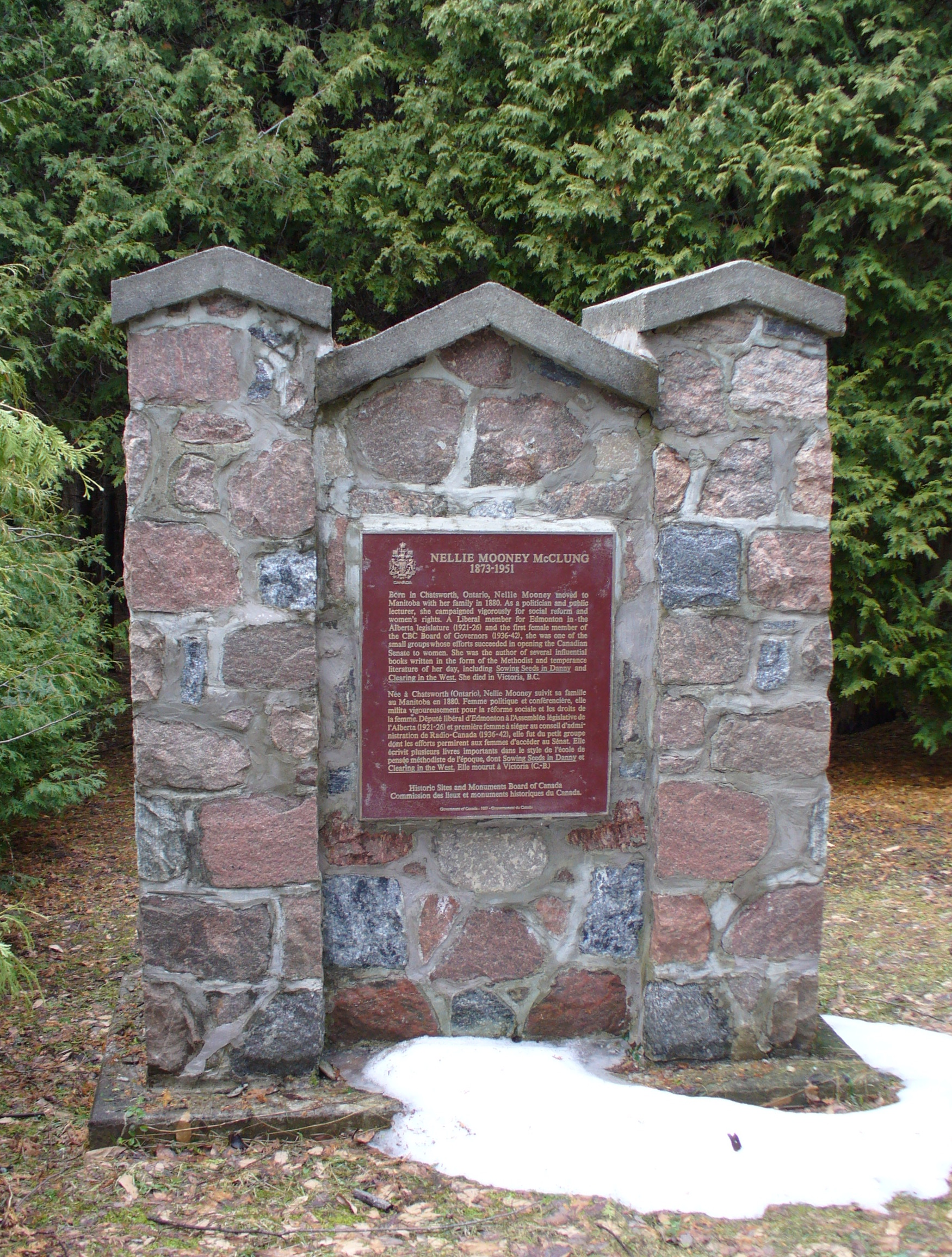
Historische Gedenktafel zu Ehren von Nellie McClung im Süden von Chatsworth, Ontario

### Fiktional
- Sowing Seeds in Danny (1908)
- The Second Chance (1910)
- The Black Creek Stopping House and Other Stories (1912)
- Purple Springs (1921)
- When Christmas Crossed 'The Peace'  (1923)
- Painted Fires (1925)
- All We Like Sheep (1976)
- Be Good to Yourself (1980)
- Flowers for the Living (1991)

### Nicht-Fiktional
- In Times Like These (1915)
- The Next of Kin (1917)
- Three Times and Out (1918)
- Clearing in the West (1935)
- Leaves from Lantern Lane (1936)
- More Leaves from Lantern Lane (1937)
- The Stream Runs Fast (1945)
- The Morning After Dawn (1950)